# Tillandsia hondurensis
Tillandsia hondurensis är en gräsväxtart som beskrevs av Werner Rauh. Tillandsia hondurensis ingår i släktet Tillandsia och familjen Bromeliaceae. Inga underarter finns listade i Catalogue of Life.

## Bildgalleri

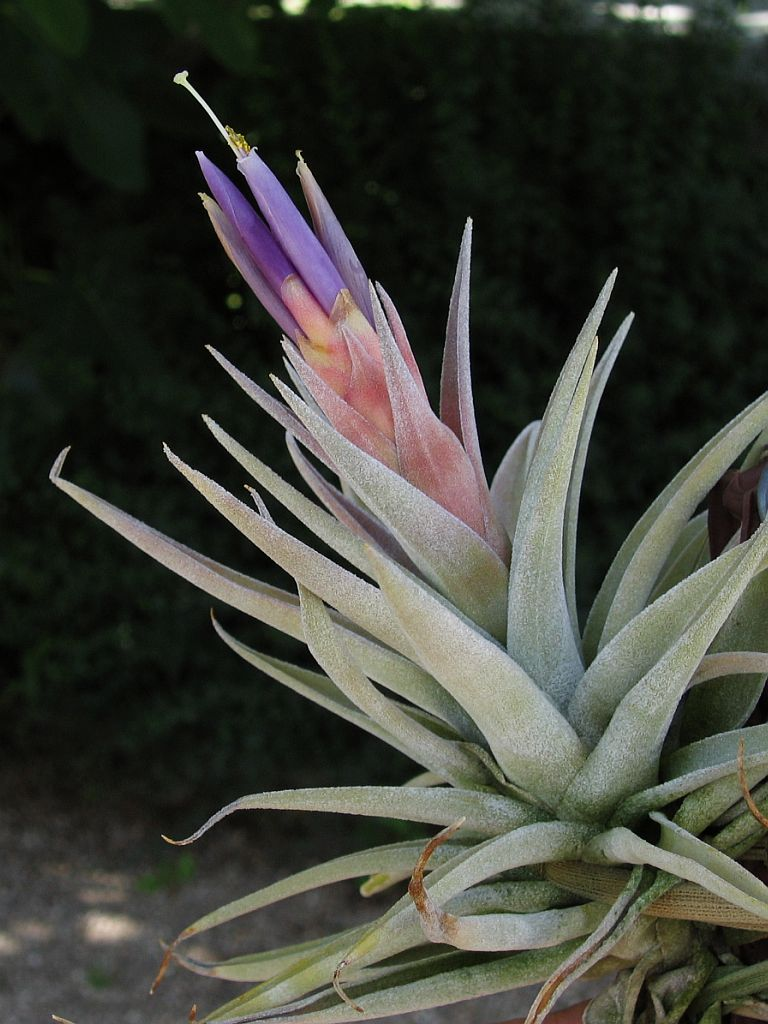
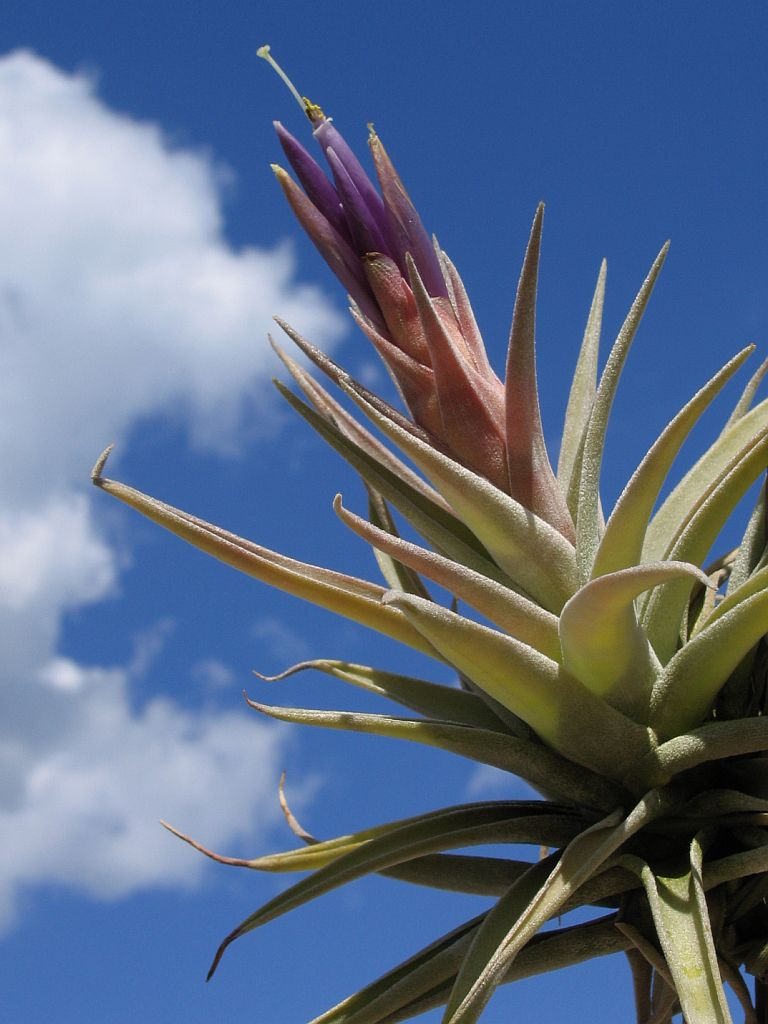